# Розкутість
Розкутість (іноді «відкритість») — сприйнятливість до нових ідей. Пов'язана з тим, як люди ставляться до поглядів і знань інших.

## Визначення
Джейсон Бер визначає розкуту людину як особу, яка «характерно виходить за межі або тимчасово відкладає свої власні доксастичні зобов'язання, щоб чесно та неупереджено вислухати інтелектуальну опозицію». За визначенням Джека Квонга, розкутість — це «готовність сприймати нову точку зору всерйоз».
Згідно з Вейном Рігґзом, розкутість є результатом усвідомлення притаманної помилковості переконань; отже, відкриті люди більш схильні слухати й серйозно розглядати альтернативні точки зору.
Існують різні шкали для вимірювання розкутості. Гардінг та Гейр стверджували, що школи повинні наголошувати на відкритому розумінні більше, ніж на релятивізмі, у своєму науковому навчанні, оскільки наукове співтовариство не приймає релятивістський спосіб мислення.
Зазвичай вважається, що розкутість — важливий особистий атрибут для ефективної участі у вищому керівництві та інших соціальних групах, включаючи їх різноплановість у нових та змінених умовах.
За словами Девіда ДіСалво, замкнутість або небажання розглядати нові ідеї може бути наслідком природної неприязні мозку до двозначності. За цією точкою зору, мозок має зв'язок «шукай і знищуй» із двозначністю, а докази, що суперечать поточним переконанням людей, мають тенденцію викликати у них дискомфорт, вносячи таку двозначність. Практичні дослідження підтверджують, що люди, які не мають такого рівня переконь, мають меншу толерантність до когнітивного дисонансу.
Чесноти, що контрастують із розкутістю, включають непохитність, лояльність та фундаменталізм.
Розкутість розуму - важлива якість, яка може допомогти у різних сферах життя: в навчанні, кар'єрі, особистих стосунках. Відкриті люди більш схильні до творчості і інновацій, вони краще адаптуються до змін.
Ознаки відкритої людини:
- Вона готова слухати різні точки зору, навіть якщо вони їй не подобаються.
- Вона не боїться ставити під сумнів свої власні упередження.
- Вона відкрита до нового досвіду.
- Вона готова вчитися на своїх помилках.

Розкутість розуму можна розвивати:
- Читання книг і статтей на різні теми допоможе дізнатися про різні культури і точки зору.
- Розмови з людьми, які мають різні погляди допоможуть побачити світ з їхньої точки зору.
- Відмова від своїх старих упереджень, якщо стає зрозумло, що вони неправильні, дозволяє ставати кращим/кращою.